# Лукаш Орбітовський
Лукаш Орбітовський (пол. Łukasz Orbitowski, 26 жовтня 1977, Краків) — польський письменник, який розпочинав свою літературну діяльність як письменник-фантаст та автор літератури жахів, пізніше також автор реалістичної літератури. Лауреат премії Паспорт «Polityki», «Сфінкс» та Меморіальної премії імені Януша Зайделя, номінант до нагород «Ніке» і Літературної премії Гдині, відзначений золотою та срібною відзнакою Літературної премії імені Єжи Жулавського.

## Біографія
Лукаш Орбітовський народився у Кракові, та є сином художника Януша Орбітовського. У 2002 році Лукаш Орбітовський закінчив філософський факультет Ягеллонського університету.

### Літературна творчість
Лукаш Орбітовський розпочав свою літературну діяльність у 1999 році, коли була надрукована невеликим тиражем збірка його оповідань «Зле узбережжя» (пол. Złe Wybrzeża). Як письменник-фантаст Орбітовський дебютував оповіданням «Чорт на Джебол-Гілл» (пол. Diabeł na Jabol Hill), яке було опубліковане в першому номері місячника «Science Fiction» у 2001 році. Надалі він публікував свої фантастичні оповідання також у журналах «Nowa Fantastyka», «Sfera», «Ubik». Оповідання Орбітовського «Володар дощу» (пол. Władca Deszczu) опубліковано також у антології «PL+50», укладачем якої був Яцек Дукай. Як рецензент і фейлетоніст Лукаш Орбітовський співпрацював із журналами «Nowa Fantastyka» (з 2001 року, публікуючи там рецензії на фільми) «Przekrój» (2006—2008, і як постійний фейлетоніст у 2010—2013 роках), «Lampa» (у 2006—2010 роках разом із Ярославом Урбанюком був автором циклу «Urbi et Orbi»), «Mówią Wieki» (2007—2008), «Gazeta Wyborcza» (з 2009 року).
12 січня 2016 року Лукаш Орбітовський отримав премію Паспорт «Polityki» за роман «Інша душа»
У березні 2016 року Орбітовський став ведучим програми «Дезертири» (пол. Dezerterzy) на телевізійному каналі TVP Kultura.
У травні 2016 року Лукаш Орбітовський номінувався на літературну нагороду «Ніке» та Літературної премії Гдині за роман «Інша душа».

## Особисте життя
Лукаш Орбітовський розлучений, має одного сина.. Деякий час він жив у Копенгагені, проте пізніше повернувся до Польщі, проживає у Варшаві.

## Нагороди та відзнаки

### Нагороди
- 2017 — Меморіальна премія імені Януша Зайделя за оповідання «Дізнання з Борутою» (пол. Wywiad z Borutą) (разом із Міхалом Цетнаровським)[8]
- 2016 — Паспорт «Polityki» за роман «Інша душа»[1]
- 2013 — Премія «Pyrkon» у категорії «Література і комікс»[9];
- 2007, 2008, 2010 — Премія «Сфінкс» за оповідання «Не вмирай раніше мене». «Тихий дім», «Головна вежа»
- 2007 — «Краківська книжка місяця» за роман «Втрачаючи тепло» (пол. Tracę ciepło)

### Відзнаки
- 2013 — Золота відзнака Літературної премії імені Єжи Жулавського за «Видива» (пол. Widma)[10]
- 2010 — Срібна відзнака Премії Жулавського за «Святий Вроцлав» (пол. Święty Wrocław)[10]
- 2008 — Золота відзнака Премії Жулавського за «Втрачаючи тепло» Tracę ciepło[10]

### Номінації
- 2016 — Номінація на нагороди «Ніке» за роман «Інша душа» (пол. Inna dusza)
- 2013 — Номінація на премію Паспорт «Polityki» у галузі літератури[11]
- 2013 — Номінація на премію імені Януша Зайделя за роман «Щаслива земля» (пол. Szczęśliwa ziemia)
- 2009 — Номінація на премію імені Зайделя за роман «Святий Вроцлав» (пол. Święty Wrocław)
- 2009 — Номінація на премію імені Зайделя за оповідання «Голова змії» (пол. Głowa węża)
- 2007 — Номінація на премію імені Зайделя за роман «Втрачаючи тепло» (пол. Tracę ciepło)

## Книги
- Погане узбережжя (пол. Złe Wybrzeża, 1999)
- Широкий, глибокий. усе розмалювати (пол. Szeroki, głęboki, wymalować wszystko, 2001)
- Різдвяні пси (пол. Wigilijne psy, 2005)
- Horror show, 2006
- Втрачаючи тепло (пол. Tracę ciepło, 2007)
- Лягавий і святоша (пол. Pies i klecha, т. 1. «Проти всіх» пол. Przeciwko wszystkim, 2007, у співавторстві з Ярославом Урбанюком
- Головуючий і Риска. Як коти уявляють собі світ (пол. Prezes i Kreska. Jak koty tłumaczą sobie świat, 2008)
- Лягавий і святоша (пол. Pies i klecha, т. 2. «Танцюрист» пол. Tancerz, 2008, у співавторстві з Ярославом Урбанюком)
- Святий Вроцлав (пол. Święty Wrocław, 2009)
- Надходить (пол. Nadchodzi, 2010)
- Видива (пол. Widma, 2012)[12]
- Вогонь (пол. Ogień, 2012)
- Щаслива земля (пол. Szczęśliwa ziemia, 2013)
- Рукопис, знайдений у горлі (пол. Rękopis znaleziony w gardle', 2014)
- Записки носорога. Моя подорож по дорогах, бездоріжжю та легендах Африки (пол. Zapiski Nosorożca. Moja podróż po drogach, bezdrożach i legendach Afryki, 2014)
- Інша душа (пол. Inna dusza, 2015)
- Втрачені речі (пол. Rzeczy utracone, 2017)
- Exodus, 2017